# Ali ebn-e Sahl-mausoleet
Ali ebn-e Sahl-mausoleet är ett mausoleum i Esfahan i Iran. Det uppfördes på 800-talet. Den persiska mystikern Abolhassan Ali ebn-e Sahl Ashar Esfahani levde under den abbasidiska kalifen Al-Mu'tadids era. Han drev en khanaqa och skola norr om begravningsplatsen i stadsdelen Toqchi. Ali ebn-e Sahl avled 894 i Esfahan och begravdes därefter i sin khanaqa. Numera ägs mausoleet av Chaksarie-dervischerna.